# Spirituálé
A spirituálé észak-amerikai néger rabszolgák vallásos éneke.
Az észak-amerikai brit gyarmatokon a rabszolgaság a 17. században terjedt el, és egészen a 19. századig fennmaradt. A spirituálék  eleinte az eredeti afrikai vallási elemeket tükrözték, később keresztény tartalmat kaptak. Gyakran bibliai képekre épülnek, de fejlődésükre nagy hatással voltak a régebbi keresztény himnuszok, zsoltárok is. Mindezek ellenére sajátosan afro-amerikai színezetűek, és a vallásos tartalom mellett gyakran megjelenik bennük a rabszolgasors nehézségére való utalás is.

## Fordítás
- Ez a szócikk részben vagy egészben a Spiritual (music) című angol Wikipédia-szócikk ezen változatának fordításán alapul.  Az eredeti cikk szerkesztőit annak laptörténete sorolja fel. Ez a jelzés csupán a megfogalmazás eredetét és a szerzői jogokat jelzi, nem szolgál a cikkben szereplő információk forrásmegjelöléseként.

## Külső hivatkozások
- Spirituálé [Tiltott forrás?], Kislexikon

(magyar)